# جولي فوكس
جولي فوكس (بالفرنسية: Julie Fuchs)‏ هي مؤدية ومغنية أوبرا فرنسية، ولدت في 24 يوليو 1984 في مو في فرنسا.

## وصلات خارجية
- الموقع الرسمي
- جولي فوكس على موقع ميوزك برينز (الإنجليزية)
- جولي فوكس على موقع أول ميوزيك (الإنجليزية)
- جولي فوكس على موقع ديسكوغز (الإنجليزية)